# Прощання (Пікар)
Прощання (Farewell) — десята і заключна серія другого сезону американського телевізійного серіалу «Зоряний шлях: Пікар». Сценарій епізоду написали Крістофер Монфетт; Аківа Голдсман, режисував Майкл Вівер. Перший показ відбувся 5 травня 2022 року.

## Зміст
Команда Пікара перегруповується в шато, щоб вирішити, що робити з місією «Europa». Пікар, Ріос і Таллінн міркують про пророцтво королеви-Джураті — двох Рене Пікар, одну живу, а інша помре. І Таллінн приходить ідея. Але вона відмовляється ділитися осяянням. Замість цього відправляє загін до дому Адама Сунга, де він готується влаштувати неприємності для місії, а потім себе до управління польотом — Жан-Люк встигає телепортуватися з нею в останню секунду.
До старту місії «Європа» залишається 21 хвилина. Незважаючи на протести Пікара, Таллінн інтерпретує повідомлення Королеви як те, що їй потрібно пожертвувати собою, аби врятувати Рене. Пікар зрозумів, що Таллінн збирається принести героїчну жертву від імені Рене, і відмовляється дозволити їй це зробити. Таллінн критикує його синдром хронічного героя: намагаючись врятувати всіх, він позбавляє їх волі, права вирішувати, як вони хочуть жити своїм життям. Таллінн все своє життя захищала Рене, і зараз вона не збирається зупинятися.
Раффі, Ріос і Сьома прибувають до будинку Сунга. Вони чують голос, але його самого ніде не видно — Пікар і Таллінн шпигують за ним у відділі управління місією. Але він спорядив чотири дрони, щоб атакувати саму ракету. Раффі вдається закріпити технологію 21-го століття, а Ріос використовує четвертий безпілотник, щоб знищити три інші.
Таллінн знаходить можливість зустріти з Рене і зізнається в її ролі у своєму житті. Вона просить Рене довіряти їй. У фрагменті відповіді з'являється Рене та розмовляє з доктором Сунгом: є жінка, яка стверджує, що прилетіла з космосу, здається, вона божевільна. Доктор Сунг бере її за руку і обіцяє доставити до влади. І, без її відома, піддає смертельному нейротоксину. Він залишає її помирати. Таллінн використовує голографічну маску, щоб перешкодити спробі Сунга вбити Рене. І помирає на руках у Пікара, поки Рене вирушає на місію «Європа». Справжня Рене на борту «Шанго» летить у майбутнє.
Після своєї невдачі Сунг повертається додому та виявляє, що Коре видалила цифрові файли, хоча у нього все ще є фізичний файл під назвою «Проєкт Хан». Сунг повертається до свого будинку, розбиваючи речі в люті, коли розуміє, що його обдурили. Тоді він стає безпорадним, оскільки Коре дистанційно зламує його систему та стирає записи про роботу його життя. Сунг залишається нещасним і розгромленим — дивлячись на манільську папку з позначкою «Конфіденційно» та написом «Проект Хан».
Веслі Крашер залучає Коре до «Наглядачів». Коре, нарешті вільна робити все, що хоче. Вона розуміє, що не має уявлення, чого хоче. Однак повідомлення манить її до парку, де вона може дізнатися, що буде далі. Відправником є людина, яку колись називали Веслі Крашер, тепер він є членом Мандрівників, людей, які відправляють спостерігачів і наглядачів (як Таллінн), щоб підтримувати цілісність хронології. Він просить Коре приєднатися до них; вона погоджується, і двоє роблять крок у майбутнє.
К'ю та Пікар обговорюють мету суду. К'ю сподівається, що Пікар навчився відпускати минуле та приймати любов. Потім Q використовує останні сили, щоб відправити Пікара, Сьому та Раффі назад до «Старгейзера» у власній часовій шкалі, де Елнор живий. Пікар, Сьома, Раффі та Ріос повертаються в шато Пікар, де готуються дожити решту своїх днів. Пікар користується нагодою, щоб повернути мандрівний ключ, який дозволив його матері вийти з кімнати, до його схованки за цеглою. К'ю вітає його зі збереженням стабільної петлі часу, вказуючи, що це є доказом того, що Пікар пережив розвиток персонажа та зміг пробачити собі мимовільну помилку, яку він зробив стільки років тому. Він визнає, що помирає — і помирає сам — і використав останні сили, щоб спробувати переконатися, що Пікара не спіткає така ж доля. Він збирає екіпаж і готується відправити їх додому. Його врятували від одного зусилля: Ріос вирішив залишитися в 21 столітті; з цією додатковою енергією Q обіцяє їм сюрприз. Пікар обіймає його, і Q зі своїм клацанням пальців помирає… але не один.
Ріос вирішує залишитися в минулому з Терезою. Пікар і Сьома повернулися на борт «Stargazer» у 2401 році. Королева Борг у масках і нестримно контролює міст. Послідовність самознищення була задіяна… але Пікар, усвідомивши правду, наказує її скасувати. Потім він звертається до давньої знайомої, докторки Агнес Джураті. Королева люб'язно знімає маску, показуючи, що це справді королева-Джураті. Космічний вибух із сплеском нейтрино з'явився в середині сектора, і Борг не може зупинити його поодинці; вона прийшла до Пікара, тому що їй потрібен був не лише хтось із владою, але й хтось, хто б їй довіряв. Немає Ріоса, але Пікар надає Сьомій командування, і вона займає крісло як Капітан, формально передаючи контроль над флотом королеві-Джураті. Джураті змушує їх з'єднати свої щити, щоб відвернути викид енергії. USS «Excelsior» має деякі проблеми, але кадет Елнор, який повернувся з мертвих завдяки махінаціям Q, зміг стабілізувати гармоніки щита корабля. Королева-Джураті пояснює, що вибух енергії знаменує народження нового трансварпового каналу, але ніхто не має жодного уявлення про те, що з іншого боку; вона клопочеться про те, щоб її Колективу Борг було надано тимчасове членство у Федерації, дозволяючи їм тримати лінію проти будь-чого, що може виникнути. Пікар визнає, що королевою Борг є Агнес, чий колектив виявив новий трансварповий канал, за яким вони пропонують спостерігати як тимчасові члени Федерації.
У барі старша Гуінан вибачається за те, що не розповіла Пікару правду про їхню зустріч у Лос-Анджелесі 2024 року. Вона звертає увагу Пікара на фотографію деяких своїх колишніх покровителів: Крістобаля, Терези та Рікардо Ріоса. Поки його батьки керували медичним фондом під назвою «Mariposas», юний Рікардо зрозумів, що мікроби, які тітка Рене знайшла на Європі, можуть бути використані, щоб допомогти зменшити екологічну шкоду 20-го століття. Потім Пікар повертається додому, де він знаходить Ларіс, яка готується вирушити до наступної пригоди. Він просить у неї ще один шанс бути разом.
Твоє почуття провини рятувало планети. Однак пробач собі. Інакше єдине неврятоване життя буде твоє.

## Створення
Музичну тему до серіалу написав Джефф Руссо

## Сприйняття та відгуки
На сайті «Rotten Tomatoes» епізод отримав 57 % підтримки на основі відгуків 7 критиків.
В огляді «StarTrek.com» зазначалося: «Королева Борг/Агнес (або вже Борґаті) сказала мандрівникам, що має бути дві Рене: одна жива, а друга — померла. І з виразу обличчя Таллінн ми розуміємо — вона точно знає, що мала на увазі Королева. А Пікар знає, що Таллінн вирішила зробити.»
В огляді «Den of Geek» серію оцінено у 2.5 зірки з 5 та зазначено: «„Зоряний шлях: Пікар“ завершує свій другий сезон фіналом, який є таким же нерівним і розчаровуючим, як і багато інших епізодів, що йому передували. Від його стрімкої останньої таємниці до буквального deus ex machina, який повертає Пікара та друзів назад у майбутнє, майже цілу годину панує рішуче відчуття зв'язування кінців. Але мало на шляху справжньої емоційної винагороди (або навіть базового пояснення). Для більшої частини того, що ми бачили цього сезону.»
«Tor.com»: «Найкращі сцени з Q завжди ті, які з'єднують Джона Де Лансі та сера Патріка Стюарта, і ця передостання розмова між ними в солярії безумовно підходить. Пікар продовжує намагатися знайти в усьому цьому більший сенс, і К'ю терпляче пояснює — це простіше, ніж він думає. Померла мати, і це зламало всесвіт маленького хлопчика. Через вісімдесят років Q допомагає йому нарешті зібрати все знову. К'ю справді помирає, і це його прощальний подарунок Пікару. „Навіть у богів є свої улюбленці, Жан-Люк, і ти завжди був одним із моїх“. Як це можна узгодити з Q, який захищаючись сказав, що не має нічого спільного з поверненням Пікара в часі? Можливо прийняти певні елементи як частину більшого плану К'ю, щоб змусити Пікара пробачити себе за його роль у самогубстві матері, але це не пояснює історій з Рене та Гуінан.»
«TV Tropes» здійснює детальний розбір аналогій, неспівпадінь та недоречностей епізоду.
Лорі Ольстер з «TrekMovie.com» зазначено: «У цьому фіналі сезону було багато чого. Він намагався зробити надто багато речей одночасно, із неоднозначними результатами щодо різних сюжетів і персонажів. Краще, ніж деякі з більш звивистих епізодів середини сезону — було кілька моментів захоплення від деяких ритмів персонажів. Але в кінцевому підсумку „Прощання“ було обтяжене нерівним темпом, помилками в логіці та незграбним заграванням з фанами.»
На сайті «IMDb» станом на січень 2023 року епізод отримав 6.8 з 10 зірок схвалення при 3700 голосах.

## Знімались
| Актор            | Роль            |
| ---------------- | --------------- |
| Патрік Стюарт    | Жан-Люк Пікар   |
| Елісон Пілл      | Агнес Джураті   |
| Джері Раян       | Сьома-з-Дев'яти |
| Мішель Герд      | Раффі Музікер   |
| Еван Евагора     | Елнор           |
| Орла Брейді      | Таллінн         |
| Іза Бріонес      | Коре Сун        |
| Сантьяго Кабрера | Крістобаль Ріос |
| Брент Спайнер    | Адам Сунг       |
| Вупі Голдберг    | Гуінан          |
| Джон де Лансі    | К'ю             |
| Віл Вітон        | Веслі Крашер    |
| Пенелопа Мітчелл | Рене Пікар      |
| Сол Родрігес     | Тереза Рамірес  |
| Стів Гутьєррес   | Рікардо         |
| Рен Ганамі       | Лі              |
| Річард Цзін      | Моше            |
| Джері-Ніколь Лав | Уртер           |